# Fabian Kratz
Fabian Michael Kratz (Brühl, 5 dicembre 1998) è un giocatore di football americano tedesco, che gioca come guardia destra per i Cologne Centurions.
Dopo aver giocato per i Cologne Falcons dal 2009 al 2019 (con brevi parentesi in una high school statunitense e nei Kerpen Bears) si trasferisce nel 2021 ai Cologne Centurions e nel 2022 ai Gummersbach Phoenix. Nel 2023 è fra le riserve dei Paris Musketeers, mentre dal 2024 torna ai Centurions.